# Marte (canción)
«Marte» es una canción de la cantautora mexicana Sofía Reyes junto a la cantautora argentina María Becerra, Fue lanzada el 10 de febrero de 2022, por Warner Music Latina, como el tercer sencillo principal del segundo álbum de estudio de Reyes, Mal de amores (2022).

## Antecedentes y lanzamiento
Después del lanzamiento del segundo sencillo principal de Reyes, que le dio el nombre a su segundo álbum de estudio Mal de Amores con Becky G en 2021, Reyes y María daban a entender que comenzaron a trabajar juntas en un tema a finales de ese mismo año, el 17 de enero de 2022, Reyes subió a su Instagram un video que mostraba la lista de canciones de su próximo disco, donde se ubicó este tema ubicado como la segunda pista del álbum, y que sería una colaboración con Becerra.
El tema fue escrito por las dos intérpretes junto a Karen Sotomayor y Thom Bridges, y contó con la producción del último, el 7 de febrero de 2022, se dio a conocer en las redes sociales de ambas artistas, que sería el próximo sencillo del disco, junto a su portada oficial, además de que se lanzaría el jueves de esa misma semana.

Reyes comentó su visión de la canción, para la revista Vogue México y Latinoamérica:
«Entendí que a través de un Mal De Amor, estaba aprendiendo a amar’, comenta la cantante de pop latino, Sofía Reyes, quien trabajó en el lanzamiento de su nuevo disco por cinco años. Y, finalmente, hoy lo celebra con el nuevo sencillo que sale a la luz de la mano de la estrella argentina de pop urbano, María Becerra, que continúa acaparando la atención de la industria de la música y del entretenimiento, debido a su talento y el acelerado ascenso de su carrera profesional».

## Video musical
Durante el vídeo musical, las intérpretes se unieron en una escena de ciencia ficción. Reyes y Becerra, están en el planeta de Marte, con atuendos con tendencia urbana, mientras la expareja de una de las protagonistas aterriza en el planeta para buscarla, este al no tener respuesta, elige volver a la tierra sin ella, y las cantantes se quedan en el planeta. el video fue dirigido por el director Mike Ho. El video musical se posicionó rápidamente en los primeros lugares de tendencias en países hispanos.

## Posicionamiento en listas
| Listas (2022)                   | Mejor posición |
| ------------------------------- | -------------- |
| Argentina (Argentina Hot 100)   | 3              |
| México (Mexico Espanol Airplay) | 8              |
| Uruguay (Monitor Latino)        | 15             |

## Certificaciones
| Región                | Certificación | Ventas/unidades |
| --------------------- | ------------- | --------------- |
| Perú (UNIMPRO)        | Oro           | 10 000          |
| Estados Unidos (RIAA) | Oro           | 30 000          |

## Reconocimientos
| Año  | Ceremonia             | Categoría          | Resultado | Ref.   |
| ---- | --------------------- | ------------------ | --------- | ------ |
| 2022 | MTV Millennial Awards | Music-ship del Año | Nominado  | [ 10 ] |

## Créditos y personal
Créditos obtenidos de YouTube Music.
- Arte: Madito Perrito
- Vocales: María Becerra, Sofía Reyes
- Productores: Thom Bridges
- Producción Vocal: Thom Bridges
- Dirección: Txema Rosique
- Escritores: Karen Sotomayor, María Becerra, Sofía Reyes, Thom Bridges